# Кагарлицька міська територіальна громада
Кагарлицька міська територіальна громада — територіальна громада в Україні, в Обухівському районі Київської області. Адміністративний центр — місто Кагарлик.
Площа громади — 672,40 км², населення — 27 637 осіб (2020).
Утворена 12 червня 2020 року шляхом об'єднання Кагарлицької міської ради та Бендюгівської, Буртівської, Горохівської, Горохуватської, Демівщинської, Зеленоярської, Зікрачівської, Кадомської, Леонівської, Липовецької, Ліщинської, Мирівської, Новосілківської, Переселенської, Расавської, Слобідської, Ставівської, Сущанської, Халчанської, Черняхівської, Шпендівської, Шубівської сільських рад Кагарлицького району.

## Населені пункти
У складі громади 1 місто (Кагарлик) і 35 сіл:
- Антонівка
- Бендюгівка
- Бурти
- Виселкове
- Воронівка
- Горохівське
- Горохове
- Горохуватка
- Демівщина
- Зелений Яр
- Землянка
- Зікрачі
- Зорівка
- Іванівка
- Калинівка
- Кадомка
- Леонівка
- Липовець
- Ліщинка
- Мирівка
- Новосілки
- Оріхове
- Очеретяне
- Переселення
- Расавка (Ліщинський старостинський округ)
- Расавка (Слобідський старостинський округ)
- Слобода
- Стави
- Сущани
- Тарасівка
- Тернівка
- Халча
- Черняхів
- Шпендівка
- Шубівка

## Старостинські округи
- Буртівський
- Горохівський
- Горохуватський
- Демівщинський
- Зеленоярський
- Кадомський
- Леонівський
- Липовецький
- Ліщинський
- Мирівський
- Новосілківський
- Переселенський
- Слобідський
- Ставівський
- Сущанський
- Халчанський
- Черняхівський
- Шпендівський
- Шубівський